# 戈氏大角鮟鱇
戈氏大角鮟鱇為輻鰭魚綱鮟鱇目棘茄魚亞目巨棘角鮟鱇科的其中一種，分布於東大西洋海域，屬深海魚類，棲息深度可達2100公尺，雌魚體長可達17.9公分。

## 擴展閱讀
維基物種上的相關：戈氏大角鮟鱇